# Secamonoideae
Le Secamonoideae Endl., 1838 sono una sottofamiglia di piante della famiglia Apocynaceae, diffuse nella fascia tropicale del Vecchio Mondo.

## Descrizione
La sottofamiglia comprende prevalentemente specie con fusti rampicanti che si avvolgono a spira attorno ai tronchi degli alberi delle foreste tropicali, ma anche alcune specie a crescita arbustiva, tipiche degli ambienti semi-aridi.
Il polline dei fiori delle Secamoideae è organizzato in ammassi globulari (pollinii), simili a quelli presenti nelle Orchidaceae. Ciascun fiore presenta cinque pollinari, ognuno con quattro pollinii; ciascun pollinio è connesso ad un corpuscolo a forma di gancio, che ne favorisce l'aggancio al corpo degli insetti impollinatori.
Tale struttura è simile a quella delle Asclepiadoideae, nelle quali però sono presenti solo due pollinii per ciascuna antera.

## Distribuzione e habitat
La sottofamiglia comprende circa 200 specie, diffuse nella fascia tropicale del Vecchio Mondo.

La maggiore biodiversità si concentra in Madagascar (dove crescono circa la metà delle specie e dei generi noti), nel Sud-est asiatico e in Africa continentale.
Il genere più numeroso, e con l'areale più esteso, è Secamone, con oltre 100 specie presenti in Madagascar, Africa, Asia e Australia.

## Tassonomia
La sottofamiglia Secamonoideae comprende 8 generi:
- Calyptranthera Klack., 1996
- Genianthus Hook. f., 1883
- Goniostemma Wight, 1834
- Pervillaea Decne., 1844
- Secamone R. Br., 1810
- Secamonopsis Jum., 1908
- Toxocarpus Wight & Arn., 1834
- Trichosandra Decne., 1844